# Heike Kamerlingh Onnes
Heike Kamerlingh Onnes (Groningen, 21. rujna 1853. – Leiden, 21. veljače 1926.), nizozemski fizičar. Profesor u Leidenu (1882. – 1923.); istaknuo se radovima na području niskih temperatura. Prvi je ukapljio helij (1908.) i postigao temperaturu nižu od 1 K. Ohlađujući čistu živu približno do 4 K otkrio je (1911.) supravodljivost, pojavu golema povećanja električne provodnosti vodiča zbog gotovo potpunog nestanka električne otpornosti, poznatu na temperaturama u blizini apsolutne nule. Godine 1913. za svoj rad dobio je Nobelovu nagradu za fiziku.

## Nagrade
- 1913. – Nobelova nagrada za fiziku